# Bellprat
Bellprat là một đô thị trong comarca Anoia, Catalonia, Tây Ban Nha. Dân số 89 người và diện tích 30.98 km². Thị trưởng là Carles Pol i Gual (UpB-AM). Mã bưu chính 43421.

## Bầu cử
| Đảng              | %                   | Số phiếu | Ủy viên hội đồng |
| ----------------- | ------------------- | -------- | ---------------- |
| UpB-AM IPB-PM CiU | 55,13% 37,18% 2,56% | 43 29 2  | 1 0              |